# We Sing. We Dance. We Steal Things.
We Sing. We Dance. We Steal Things. is het derde studioalbum van singer-songwriter Jason Mraz. Na Waiting for My Rocket to Come en Mr. A-Z is op 13 mei 2008 dit studioalbum uitgekomen. Naast de drie studioalbums heeft Jason al diverse andere albums onder eigen beheer uitgebracht.
Het nummer "I'm Yours" was de eerste single van het album en is in Nederland regelmatig op de radio gedraaid. Het nummer bereikte na een heruitgave de top 40. Het album staat in de herfst van 2008 geruime tijd in de album top 100. Ook heeft "I'm Yours" de top 10 van de Single Top 100 bereikt. De tweede single van het album is "Make it Mine".

## Tracklist
1. "Make It Mine" - 3:08
2. "I'm Yours" - 4:03
3. "Lucky" ft. Colbie Caillat - 3:09
4. "Butterfly" - 5:00
5. "Live High" - 4:12
6. "Love for a Child" - 4:06
7. "Details in the Fabric" ft. James Morrison - 5:45
8. "Coyotes" - 3:38
9. "Only Human" - 4:03
10. "The Dynamo of Volition" - 3:36
11. "If It Kills Me" - 4:34
12. "Beautiful Mess" - 5:38

## Hitnotering

### NederlandseAlbum Top 100
| Hitnotering: 24-05-2008 t/m 22-05-2010 | Hitnotering: 24-05-2008 t/m 22-05-2010 | Hitnotering: 24-05-2008 t/m 22-05-2010 | Hitnotering: 24-05-2008 t/m 22-05-2010 | Hitnotering: 24-05-2008 t/m 22-05-2010 | Hitnotering: 24-05-2008 t/m 22-05-2010 | Hitnotering: 24-05-2008 t/m 22-05-2010 | Hitnotering: 24-05-2008 t/m 22-05-2010 | Hitnotering: 24-05-2008 t/m 22-05-2010 | Hitnotering: 24-05-2008 t/m 22-05-2010 | Hitnotering: 24-05-2008 t/m 22-05-2010 | Hitnotering: 24-05-2008 t/m 22-05-2010 | Hitnotering: 24-05-2008 t/m 22-05-2010 | Hitnotering: 24-05-2008 t/m 22-05-2010 | Hitnotering: 24-05-2008 t/m 22-05-2010 | Hitnotering: 24-05-2008 t/m 22-05-2010 | Hitnotering: 24-05-2008 t/m 22-05-2010 | Hitnotering: 24-05-2008 t/m 22-05-2010 | Hitnotering: 24-05-2008 t/m 22-05-2010 | Hitnotering: 24-05-2008 t/m 22-05-2010 | Hitnotering: 24-05-2008 t/m 22-05-2010 | Hitnotering: 24-05-2008 t/m 22-05-2010 | Hitnotering: 24-05-2008 t/m 22-05-2010 |
| Week:                                  | 1                                      | 2                                      | 3                                      | 4                                      | 5                                      | 6                                      | 7                                      | 8                                      | 9                                      | 10                                     | 11                                     | 12                                     | 13                                     | 14                                     | 15                                     | 16                                     | 17                                     | 18                                     | 19                                     | 20                                     | 21                                     | 22                                     |
| -------------------------------------- | -------------------------------------- | -------------------------------------- | -------------------------------------- | -------------------------------------- | -------------------------------------- | -------------------------------------- | -------------------------------------- | -------------------------------------- | -------------------------------------- | -------------------------------------- | -------------------------------------- | -------------------------------------- | -------------------------------------- | -------------------------------------- | -------------------------------------- | -------------------------------------- | -------------------------------------- | -------------------------------------- | -------------------------------------- | -------------------------------------- | -------------------------------------- | -------------------------------------- |
| Positie:                               | 12                                     | 25                                     | 34                                     | 44                                     | 45                                     | 35                                     | 30                                     | 30                                     | 41                                     | 43                                     | 39                                     | 35                                     | 30                                     | 30                                     | 28                                     | 22                                     | 16                                     | 13                                     | 15                                     | 15                                     | 19                                     | 21                                     |
| Week:                                  | 23                                     | 24                                     | 25                                     | 26                                     | 27                                     | 28                                     | 29                                     | 30                                     | 31                                     | 32                                     | 33                                     | 34                                     | 35                                     | 36                                     | 37                                     | 38                                     | 39                                     | 40                                     | 41                                     | 42                                     | 43                                     | 44                                     |
| Positie:                               | 27                                     | 25                                     | 22                                     | 36                                     | 36                                     | 41                                     | 43                                     | 39                                     | 35                                     | 37                                     | 36                                     | 39                                     | 34                                     | 30                                     | 27                                     | 23                                     | 10                                     | 6                                      | 17                                     | 17                                     | 18                                     | 23                                     |
| Week:                                  | 45                                     | 46                                     | 47                                     | 48                                     | 49                                     | 50                                     | 51                                     | 52                                     | 53                                     | 54                                     | 55                                     | 56                                     | 57                                     | 58                                     | 59                                     | 60                                     | 61                                     | 62                                     | 63                                     | 64                                     | 65                                     | 66                                     |
| Positie:                               | 23                                     | 33                                     | 32                                     | 34                                     | 29                                     | 35                                     | 43                                     | 35                                     | 49                                     | 52                                     | 55                                     | 59                                     | 58                                     | 51                                     | 38                                     | 22                                     | 24                                     | 22                                     | 29                                     | 29                                     | 30                                     | 30                                     |
| Week:                                  | 67                                     | 68                                     | 69                                     | 70                                     | 71                                     | 72                                     | 73                                     | 74                                     | 75                                     | 76                                     | 77                                     | 78                                     | 79                                     | 80                                     | 81                                     | 82                                     | 83                                     | 84                                     | 85                                     | 86                                     | 87                                     | 88                                     |
| Positie:                               | 42                                     | 41                                     | 42                                     | 53                                     | 55                                     | 62                                     | 61                                     | 76                                     | 58                                     | 83                                     | 68                                     | 64                                     | 48                                     | 44                                     | 43                                     | 46                                     | 46                                     | 44                                     | 42                                     | 25                                     | 21                                     | 22                                     |
| Week:                                  | 89                                     | 90                                     | 91                                     | 92                                     | 93                                     | 94                                     | 95                                     | 96                                     | 97                                     | 98                                     | 99                                     | 100                                    | 101                                    | 102                                    | 103                                    | 104                                    | 105                                    |                                        |                                        |                                        |                                        |                                        |
| Positie:                               | 23                                     | 26                                     | 27                                     | 23                                     | 27                                     | 26                                     | 31                                     | 31                                     | 32                                     | 32                                     | 43                                     | 54                                     | 59                                     | 57                                     | 56                                     | 58                                     | 74                                     | uit                                    |                                        |                                        |                                        |                                        |